# Gerda Marko
Gerda Marko (* 1. Mai 1940 in Wien; † 21. August 2010) war eine deutsche Germanistin und Dramaturgin.
Nach einem Studium der Germanistik und Geschichte unterrichtete Marko am Maximiliansgymnasium München, an dem sie Studiendirektorin wurde.
Sie betätigte sich als Schauspielerin und Foto- und Werbemodell (oil of olaz) und im zweiten Beruf als Dozentin für Dramaturgie, Werkinterpretation, Textanalyse und Schauspiel am Mozarteum in Salzburg und an der Otto-Falckenberg-Schule in München. Seit der Gründung der Bayerischen Theaterakademie August Everding im Jahr 1993 bis zu ihrem Tod war sie zunächst als Dozentin, später als Professorin an der Hochschule für Musik und Theater München als Leiterin für den Studiengang Schauspiel tätig. Daneben trat sie als Dramaturgin u. a. in Wien, Wiesbaden und Dortmund hervor.

## Werke
- Integration von Sprecherziehung, Liedgestaltung und Körpertraining in der Ausbildung zum Schauspieler. – München: Bayerische Theaterakademie, 1998
- Rollenunterricht, Sprecherziehung, Stimmbildung und Körperarbeit in der Ausbildung zum Schauspieler. – München: Bayerische Theaterakademie August Everding, 2001
- Schreibende Paare – Frankfurt am Main : Suhrkamp, 1998
- Schreibende Paare – Zürich : Artemis und Winkler, 1995
- Das Ende der Sanftmut – München : Beck, 1993

## Theater (Darstellerin)
- 1965: Félicien Marceau: Der Manager – Regie: Dieter Reible ( Renaissance-Theater Berlin)

| Personendaten    | Personendaten                        |
| ---------------- | ------------------------------------ |
| NAME             | Marko, Gerda                         |
| KURZBESCHREIBUNG | deutsche Germanistin und Dramaturgin |
| GEBURTSDATUM     | 1. Mai 1940                          |
| GEBURTSORT       | Wien                                 |
| STERBEDATUM      | 21. August 2010                      |